# General Belgrano (departement van Chaco)
General Belgrano is een departement in de Argentijnse provincie Chaco. Het departement (Spaans:  departamento) heeft een oppervlakte van 1.218 km² en telt 10.470 inwoners.

## Plaats in departement General Belgrano
- Corzuela